# アメリカ合衆国名誉市民

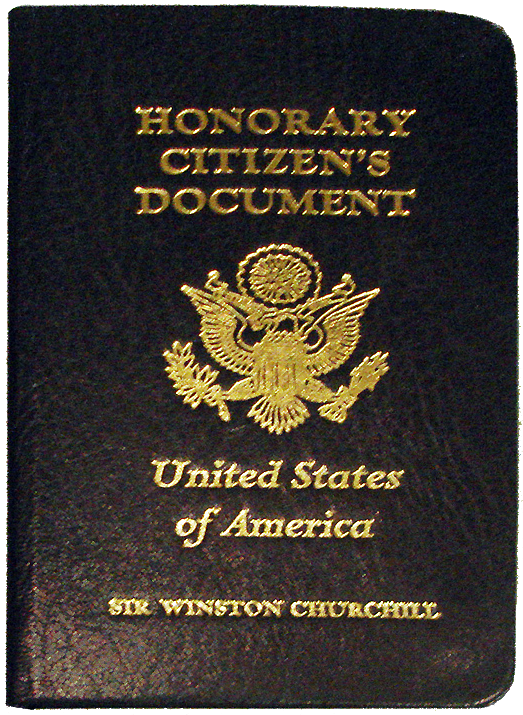
チャーチルに贈られた、パスポートを模した記念品。パスポートとしての効力はない。

アメリカ合衆国名誉市民（アメリカがっしゅうこくめいよしみん、英: Honorary Citizen of the United States）は、アメリカ合衆国の政府より、名誉市民権（honorary citizenship）を与えられた外国人のこと。
名誉市民権は、大統領が「傑出した功績がある」と判断した外国人に与える名誉称号である。合衆国議会により制定され、大統領の署名を以て発効する法律によって認定される（性格上、大統領の拒否権行使や議会による再可決は、法的には可能だが考えにくい）。
あくまで名誉称号であり、実際の米国市民権のような権利および義務は一切付随しない。
2019年現在、アメリカ合衆国名誉市民は8人。そのうち生前に叙された者は2人である。また、存命者は存在しない。

## アメリカ合衆国名誉市民
- 1963年受称：ウィンストン・チャーチル （受称翌々年没）
- 1981年受称：ラウル・ワレンバーグ （1945年失踪、1947年没？、ナチス・ドイツからのユダヤ人救出）
- 1984年受称：ウィリアム・ペン （1718年没、ペンシルベニア植民地建設・アメリカ社会への思想影響）
- 1984年受称：ハンナ・キャローヒル・ペン （1726年没、同上。ウィリアム・ペンの2番目の妻）
- 1996年受称：マザー・テレサ （受称翌年没）
- 2002年受称：ラファイエット侯爵 （1834年没、アメリカ独立戦争への貢献）
- 2009年受称：カジミエシュ・プワスキ （1779年没、同上）
- 2014年受称：ベルナルド・デ・ガルベス （1786年没、同上）